# Man's Calling
Man's Calling è un cortometraggio muto del 1912 diretto da Allan Dwan. Prodotto dalla American Film Manufacturing Company, aveva come interpreti J. Warren Kerrigan, Jessalyn Van Trump, George Periolat, Louise Lester.

## Trama
Il vecchio Wallace, molto pio, desidera per il suo unico figlio una carriera religiosa. Senza tenere conto delle inclinazioni e della vocazione del ragazzo, il padre lo destina a entrare in un monastero. All'inizio, il giovane accondiscende al suo desiderio ma, in seguito, si rende conto di volere altro dalla vita. Trova lavoro in una fattoria, conosce una ragazza e si sposa. Un giorno, insieme alla moglie, si reca in visita dal padre che, dapprima, mostra la propria delusione per i suoi sogni infranti, ma poi, davanti al bambino che gli presenta John, il suo nipotino, il suo cuore si addolcisce e accetta di buon grado la piccola famigliola che diventa ora anche la sua.

## Produzione
Il film fu prodotto dalla Flying A (American Film Manufacturing Company).

## Distribuzione
Distribuito dalla Film Supply Company, il film - un cortometraggio in una bobina - uscì nelle sale cinematografiche statunitensi l'11 novembre 1912. Ne venne fatta una riedizione con il titolo Almost a Friar che la Mutual distribuì il 20 gennaio 1917.